# Килкул
Килкул (на английски: Kilcoole; на ирландски: Cill Chomghaill) е село в югоизточната част на Република Ирландия, провинция Ленстър, графство Уиклоу.
Разположено е на около 1 km от брега на Ирландско море. Намира се на 3 km на юг от град Грейстоунс, на 14 km северно от главния административен център на графството град Уиклоу и на 30 km южно от столицата Дъблин.
Има жп гара от 30 октомври 1855 г. Населението му е 4239 жители от преброяването през 2016 г.